# David Lynch Scott
Pour les articles homonymes, voir Lynch, Scott et David Scott (homonymie).
David Lynch Scott (21 août 1845 - 26 juillet 1924) était un officier de milice, avocat, et juge canadien. 

## Biographie
Ses premiers procès d'envergure furent ceux de Louis Riel, Big Bear et Poundmaker à la suite de la rébellion du Nord-Ouest de 1885. 
Il devint par la suite juge à la Cour suprême (en) des Territoires du Nord-Ouest, et en 1907 à celle de la nouvelle province de l'Alberta, dont il prit la présidence le 15 septembre 1921.